# Sección 31

Star Trek Logo

En el universo de ficción de Star Trek, la Sección 31 es una organización clandestina de inteligencia de la Federación Unida de Planetas, no reconocida por el gobierno de esta última. Tiene por objetivo principal la protección de los intereses de la Federación contra posibles amenazas internas o externas a la misma.
Sus agentes se caracterizan por su metodología poco ortodoxa y antiética, utilizada para cumplir con sus misiones. Su falta de escrúpulos se compara con la actuación de la Orden Obsidiana y la Tal Shiar.

## Antecedentes
En Espacio Profundo 9 el director de esa organización fue Sloan. Él intentó, sin éxito, reclutar a Julian Bashir para su organización. De esa manera la tripulación de Espacio Profundo 9 se entera de la existencia de la organización. Sección 31 no tiene un cuartel general estacionado en un solo lugar. Siempre es trasladado de un lugar a otro para evitar ser atrapados.
La Sección 31 tuvo gran participación en la victoria de la coalición Federación-Imperio Klingon-Imperio Galáctico Romulano en la guerra contra el Dominio debido a la introducción de un virus, que ellos crearon, en el Gran Enlace abusando de ello de Odo, lo cual contribuyó en gran medida al resultado de la guerra.
Su actuación, sin embargo, fue repudiada por la Federación misma, ya que tenían la intención de cometer genocidio y de matar también a Odo para ese propósito. Julian Bashir detuvo a Sloan por lo que hizo y él se suicidó en un intento vano de evitar que Odo reciba el antídoto en un intento de evitar que los Fundadores luego reciban el antídoto.